# تیه‌پان
تیه‌پان (به انگلیسی: Thiepane) یک ترکیب شیمیایی با شناسه پاب‌کم ۷۸۴۹۳ است.